# Abarth 695 Biposto
Abarth 695 Biposto — городской автомобиль на базе Fiat 500, выпускавшийся итальянским автопроизводителем Fiat Automobiles под брендом Abarth с 2014 по 2018 год.

## Описание
Впервые Abarth 695 Biposto был представлен в конце 2014 года на Женевском автосалоне. Название Biposto обозначает сокращение до двух мест.
695 Biposto окрашен в единственный серый матовый цвет. В Германии его цена составляла от 39900 евро.

## Технические характеристики
Abarth 695 Biposto оснащён 1,4-литровым бензиновым двигателем с турбонаддувом Garrett GT 1446 и интеркулером мощностью 140 кВт (190 л. с.) и крутящим моментом 250 Н·м при 3000 об/мин, который сочетался в паре с пятиступенчатой механической трансмиссией. Тормозная система Brembo имеет перфорированные тормозные диски диаметром 305 мм и толщиной 28 мм.

## Модификации
- 695 biposto Record
- 695 Rosso Officina
- 695 Rivale[8][9][10][11]